# Ганз, Семён Наумович
Семён Нау́мович Ганз (12 декабря 1913, Бешенковичи Витебской области — 12 августа 1981, Днепропетровск) — советский химик. Кандидат химических наук (1941), профессор (1966).

## Биография
Окончил Уральский индустриальный институт (1935). В 1937-1941 — преподавал в Химико-технологическом институте в Березники (Пермская область). 
Участник Великой Отечественной войны. 
С 1945 — в Днепропетровском химико-технологическом институте: в 1959-1981 — зав. кафедрой оборудования хим. изделий и технологии неорганических веществ.

## Научные труды
- «Технологические процессы и оборудование производств синтез-газа и связанного азота». Х., 1960;
- «Пластмассы в аппаратостроении», 1963;
- «Применение пластмасс в узлах трения», 1964;
- «Антифрикционные химически стойкие материалы в машиностроении», 1965;
- «Очистка промышленных газов», 1967;
- «Получение ацетилена и цианистых соединений в плазме», 1968;
- «Теоретические основы и технология синтеза аммиака». К., 1969 (соавтор.);
- «Интенсификация производства азотной кислоты», 1969;
- «Плазма в химической технологии», 1969;
- «Получение связанного азота в плазме». К., 1976;
- «Очистка промышленных газов»: справочное пособие, 1977.

## Награды
- Орден Отечественной войны II степени (1985).